# Exogamia
La exogamia se define en el contexto de los sistemas de parentesco como una regla que rige para la elección del cónyuge y que prohíbe la relación matrimonial entre los miembros de un mismo grupo, el que a su vez puede quedar delimitado por la relación de descendencia, por la pertenencia a una misma tribu, linaje, clan o localidad. La regla, al establecer que el cónyuge debe ser elegido obligatoriamente entre los miembros de un grupo ajeno al propio, prohíbe un grupo. La situación inversa se denomina endogamia, donde la regla determina el grupo dentro del cual se debe contraer matrimonio, es decir, impone un grupo específico.

## Definición y desarrollo del concepto
La exogamia es una regla que favorece el enlace entre grupos sociales diferentes. La palabra exogamia viene del griego exo, que significa "fuera o exterior", y gamos, el cual alude al matrimonio. El concepto data de mediados del siglo XIX y empezó a usarse en 1841, cuando sir George Grey hizo las primeras observaciones en tribus australianas, en las que los miembros deben escoger su pareja en otra tribu diferente (más precisamente, de otro tótem).
La presentación de los conceptos exogamia y endogamia -como polos posibles de la reglamentación matrimonial en los sistemas de parentesco- tiene su base en las descripciones posteriores de John F. MacLennan y sobre todo en la obra de Lewis H. Morgan, un texto fundamental de los inicios de la antropología social publicado en 1879, Systems of consanguinity and afinity of Human Family, donde el autor destaca el papel central de la exogamia para el desarrollo de las sociedades humanas porque permite el establecimiento de vínculos intergrupales.

## Exogamia y prohibición del incesto
Es coalescente la relación de esta regla con la de la prohibición del incesto. Por una parte, se argumenta que no deben confundirse ambas normas, puesto que los miembros del clan podrían no estar emparentados y de todos modos no podrían contraer matrimonio por la regla de la exogamia. Se dice además que la prohibición o tabú del incesto se dirige a prohibir las relaciones sexuales, mientras que la exogamia sería un precepto referido específicamente al vínculo matrimonial.
El enfoque estructural de Claude Lévi-Strauss, en cambio, aparte de establecer analogías estructurales entre el lenguaje y las relaciones de parentesco (incluyendo la exogamia y la prohibición del incesto), enfatiza en la existencia de estructuras mentales (psíquicas) subyacentes al lenguaje y que serían comunes a todos los tipos de sociedad. Para Lévi-Strauss, la prohibición del incesto es asimismo una necesidad estructural y universal del paso de la naturaleza a la cultura:

La prohibición del incesto no tiene un origen puramente cultural, ni puramente natural, ni tampoco es un compuesto de elementos tomados en parte de la naturaleza y en parte de la cultura. Constituye el movimiento fundamental gracias al cual, por el cual y sobre todo, en el que se cumple el paso de la naturaleza a la cultura. En un sentido pertenece a la naturaleza, ya que es una condición general de la cultura y, por lo tanto, no debe causar asombro comprobar que tiene el carácter formal de la naturaleza, vale decir, la universalidad.

Por otro lado, el sentido que Levi-Strauss da a la relación entre exogamia y prohibición del incesto es de complementariedad en cuanto al papel que juegan como requisitos de intercambio. Levi-Strauss critica la postura de los autores que le preceden, ya que poner el acento en que la regla establece la prohibición de poseer a la madre, o a la hermana conduciría a errores: lo verdaderamente relevante sería que la regla obliga a que ellas se reproduzcan con otros varones.
Para otros autores, en cambio, es fundamental hacer la diferencia tajante entre exogamia y prohibición del incesto, no sólo en cuanto a su significado, sino también a la lógica con que operan: mientras el tabú del incesto es una prohibición (algo que está vedado, que se impide hacer), la regla de la exogamia es un precepto (un mandato a observar o cumplir). La exogamia comenzó a desarrollarse en las sociedades matriarcales y matrilineales a inicios de la prehistoria. 
En biología se utiliza también el término exogamia para referirse simplemente al cruce entre individuos de distinto clan, grupo o raza para diversificar la descendencia.
Uno de los principales motivos aducidos actualmente por la ciencia, de que el incesto continúe prohibido en muchas legislaciones, es que los seres humanos que nacen como fruto de relaciones incestuosas corren con cada nueva generación endógama un riesgo más alto de desarrollar problemas físicos hereditarios y como producto de la transmisión de cuadros genéticos paralelos. El reducido cuadro genético heredado plantea que, como resultado del incesto, tras varias generaciones, se reduce la variabilidad genética, más flexible e ideal, que permite la diversidad de rasgos, elevando el rango de recombinaciones cigóticas aleatorias con los que afrontar cambios externos sobre la especie para su supervivencia, por la incidencia entre individuos con relación de parentesco consanguíneo entre sí, tanto por vía lineal como por vía colateral. Esta teoría biológica-genética apoya, por tanto, la teoría de que las sociedades más primitivas se desarrollaron de manera exógama y no endogámica, como se ha creído erróneamente en el pasado.